# Xantus Áron
Xantus Áron (Kolozsvár, 1981. október 27. –) erdélyi magyar filmrendező, operatőr, Xantus Gábor fia,  ifj. Xántus János unokája.

## Életpályája
Középiskoláit szülővárosában, az Apáczai Csere János Elméleti Líceumban végezte, majd a Babeș–Bolyai Tudományegyetem újságírói szakán szerzett egyetemi diplomát, az audiovizuális médiumok területén. Szakmai továbbképzésen a Kodak Masterclass, a Dunaversitas Budapest, az Australian Film School kötelékében vett részt.

## Munkássága
A kolozsvári székhelyű Xantusfilm produkciós és filmgyártó iroda vezetője. Operatőrként számos filmes expedícióban dolgozott Afrikában, Amerikában, az indonéz szigetvilágban, Ausztráliában.

### Alkotásai, szerzői filmjei
- A 203-as őrházkörlet (filmesszé)
- Meddig él a csend? (dokumentumfilm)
- Valami más… (dokumentumportré)
- Szertartások könyve (kisjátékfilm)
- Az égettarcúak földjén (dokumentumfilm)